# Tammestrup
Tammestrup er en herregård omtrent 1 km nordvest for Østjyske Motorvejs rastepladser "Ejer Bavnehøj". Gården ligger i Ovsted Sogn i Skanderborg Kommune. Den nævnes allerede i 1373, da den tilhører Øm Kloster. Hovedbygningen er opført i 1852.
Tammestrup Gods er på 303 hektar med Lysgaard.

## Ejere af Tammestrup
- (1373-1536) Øm Kloster
- (1536-1767) Kronen
- (1767-1796) Bodil Hofgaard gift de Lichtenberg
- (1796) Bodil Hofgaards dødsbo
- (1796-1804) Rasmus Damgaard
- (1804-1811) Jens Andreas Møller
- (1811-1815) H. Nic Sønnichsen
- (1815-1826) Peter Herschend
- (1826) Jensen
- (1826-1842) Jens Hviid
- (1842-1843) Jens Hviids dødsbo
- (1843-1855) H. V. C. Güsloff
- (1855-1866) Harald Valdmar de Neergaard
- (1866) Kreditorerne
- (1866-1876) Nicolaj Nyholm
- (1876-1896) A. J. C. Nyholm
- (1896-1898) Jens K. Dinesen
- (1898-1931) Christian Adolf Heilmann
- (1931-1967) Johan Ernst Heilmann
- (1967-1991) Jens Peter Heilmann
- (1991-2012) Jan Fussing / Peter Fussing
- (2012-) Dansk Kornlager af. 25. november 1982 ApS (Johan Koed-Jørgensen)